# Otiorhynchus rugosostriatus
Otiorhynchus rugosostriatus är en skalbaggsart som först beskrevs av Johann August Ephraim Goeze 1777.  Otiorhynchus rugosostriatus ingår i släktet Otiorhynchus, och familjen vivlar. Arten är reproducerande i Sverige.